# Grafeem
Een grafeem is het kleinste deel van een woord dat in de geschreven taal een of soms enkele klanken representeert en komt min of meer overeen met wat gewoonlijk een letter wordt genoemd. Het begrip grafeem wordt hoofdzakelijk gebruikt in de fonologie.
Wanneer een grafeem enkele verschillende varianten kent, worden dit allografen genoemd.

## Nederlands
Het Nederlands kent 34 basisgrafemen. Daarnaast zijn er enkele grafemen, zoals q en x, die (ooit) aan andere talen zijn ontleend.
Voorbeelden van gewone Nederlandse grafemen zijn: 'i', 'o', 'e', 'k', 'p' maar ook 'oe', 'ui', 'eu' en 'aa'.

## Het grafeem in het leesproces
In het proces van het aanvankelijk lezen van jonge kinderen tracht men alle 34 grafemen in één schooljaar aan te leren, dus in groep drie (Nederland) of in het eerste leerjaar (Vlaanderen).

Dit aanleren van grafemen is een vorm van begripsleren. Het grafeem is hierin een abstract begrip omdat het alleen maar een klank aangeeft. Bij het aanleren wordt begonnen met de eenvoudige grafemen bestaande uit één letter. Het zijn dan ook de grafemen die aangeduid worden door meerdere letters die voor jonge kinderen vaak lastiger zijn en sneller voor problemen kunnen zorgen.